# Плетнёв, Владимир Николаевич
Владимир Плетнёв Николаевич (азерб. Vladimir Nikolayeviç Pletnyov; 8 декабрь 1946, Гёйчай – 21 февраль 1988, Баку) — азербайджанский советский балетный артист, хореограф, лауреат Государственной премии Азербайджанской ССР (1974 год), Народный артист Азербайджанской ССР (1974 год).

## Биография
Владимир Плетнёв родился 8 декабря 1946 года в городе Гёйчай. Потеряв рано родителей, он приехал в Баку и жил под опекой дедушки и бабушки. В период с 1953 по 1961 годы он посещал танцевальный кружок в Доме офицеров имени Ази Асланова, где исполнял небольшие балетные номера. По совету учителей кружка, в 1957 году он поступил в Бакинскую Школу Хореографии, которую окончил в 1966 году. Уже на третьем курсе школы он дебютировал в роли Карабоса в балете П. И. Чайковского "Спящая красавица" в Азербайджанском Государственном Оперном и Балетном театре и благодаря успеху был принят в труппу балета как солист.
С 1973 года Владимир Плетнёв преподавал дуэтные танцевальные занятия в Бакинской Школе Хореографии. В 1978 году из-за тяжёлого заболевания ноги он был назначен тренером-педагогом в Оперный и Балетный театр, где подготовил несколько поколений молодых артистов и внёс свой вклад в репертуарные постановки.
Владимир Плетнёв умер 21 февраля 1988 года в Баку.

## Творчество
Владимир Плетнёв с труппой Большого театра посетил Сенегал и Непал в 1972 году, а также совершил гастрольные выступления в Швейцарии. В 1975 году он снялся в фильме-балете "В мире легенд". В 1979 году он работал репетитором в оперно-балетном театре Воронежа над балетом "1001 ночь", поставленным на сцене.
За время работы в качестве солиста в течение тринадцати лет он исполнил ряд основных партий, включая следующие:
- "Барышня и хулиган", Дмитрий Шостакович — Хулиган
- "Спящая красавица", Пётр Чайковский — Дезире
- "Лебединое озеро", Пётр Чайковский — Принц Зигфрид
- "Золушка", Сергей Прокофьев — Принц
- "Вдохновение", Леонид Вайнштейн — Молодой человек
- "Жизель", Адольф Адан — Альбер
- "Дон Кихот", Людвиг Минкус — Базиль
- "Пахита", Людвиг Минкус — Кавалер Гранд
- "Семь красавиц", Кара Караев — Бахрам
- "Метель", Кара Караев — Герт
- "Лейли и Меджнун", Кара Караев — Меджнун
- "Повесть о Насими", Фикрет Амиров — Насими
- "Мугам", Назим Аливердибеков — Мальчик
- "Девичья башня", Афрасияб Бадалбейли — Полад и Джахангир-хан
- "Легенда о любви", Ариф Меликов — Фархад и Визир
- "Тени Гобустана", Фарадж Караев — Художник

## Звания и награды
- Почетное звание Заслуженная артист Азербайджанской ССР  — 21 мая 1970 [5]
- Почетное звание Народная артист Азербайджанской ССР — 10 января 1978 [6]
- Государственная премия Азербайджанской ССР — 26 апреля 1974 [7]